# Sopoty
Sopoty (polsky Sopot, kašubsky Sopòtë, Copòtë nebo také Sopòt nebo Copòt, což znamená „bláto“; německy Zoppot) je město v severním Polsku v Pomořském vojvodství u Gdaňského zálivu Baltského moře mezi městy Gdaňsk a Gdyně, se kterými tvoří tzv. Trojměstí.
Město Sopoty je nejmenším městským okresem v Polsku co do počtu obyvatel. Město má nejnižší nezaměstnanost Polska, bez práce je 339 lidí, což odpovídá nezaměstnanosti 1,9 %.(údaje pro rok 2008)

## Popis města
Město je známé jako přímořské letovisko polského Trojměstí s písečnými plážemi. Západní část Sopot patří do Trojměstského krajinného parku (Trójmiejski Park Krajobrazowy), který je významnou oázou klidu.
Sopoty jsou známy také hudebním festivalem Sopot Festival.
Ve městě se nachází nejdelší dřevěné molo v Evropě (viz článek molo (Sopoty)) a poblíž je také populární Maják v Sopotech s nedalekým Křivým domem.
Populární destinací je také Rybářský přístav (Przystań rybacka) s Kapličkou sopotských rybářů na pobřežní promenádě Aleja Wojska Polskiego.
Nejvyšším geografickým bodem města je Góra Dostojna s nadmořskou výškou 152,7 m.
Centrální dopravní ulicí města je Aleja Niepodległości táhnoucí se od jihu na sever přes celé město.

## Původ jména
„Sopot“ je ve slovanských zemích velmi populární název vodních toků (jen v Polsku samotném dvě řeky a jeden potok), a na nich položených osad, odvozený z praslovanského *sopotъ – „(bahnitý) potok nebo pramen“. V Srbsku existuje nejméně 7 takových místních názvů (Сопот), 4 v Severní Makedonii, 3 v Bulharsku, 2 v Chorvatsku, 2 na Ukrajině a nejméně po jednom v Bosně, Rumunsku a Albánii. Kromě toho existuje spousta odvozených názvů typu Sopotsko/Сопотско, Sopotnica/Сопотница, Sopotnia nebo Sopotnik. Stejného původu je i název východočeské vsi Sopotnice.
Polština používá název důsledně v jednotném čísle – Sopot, ale v kašubštině, kterou se v této oblasti také hovoří, je i verze v množném čísle – Sopòtë, ze které bylo běžné české (a staropolské) pojmenování odvozeno.

## Sport
V roce 2010 byla na hranici území měst Sopoty a Gdaňsk otevřena moderní sportovní hala - Ergo Arena. V březnu 2014 bylo v této hale uspořádáno halové mistrovství světa v atletice.

## Fotogalerie

Geografie Sopot
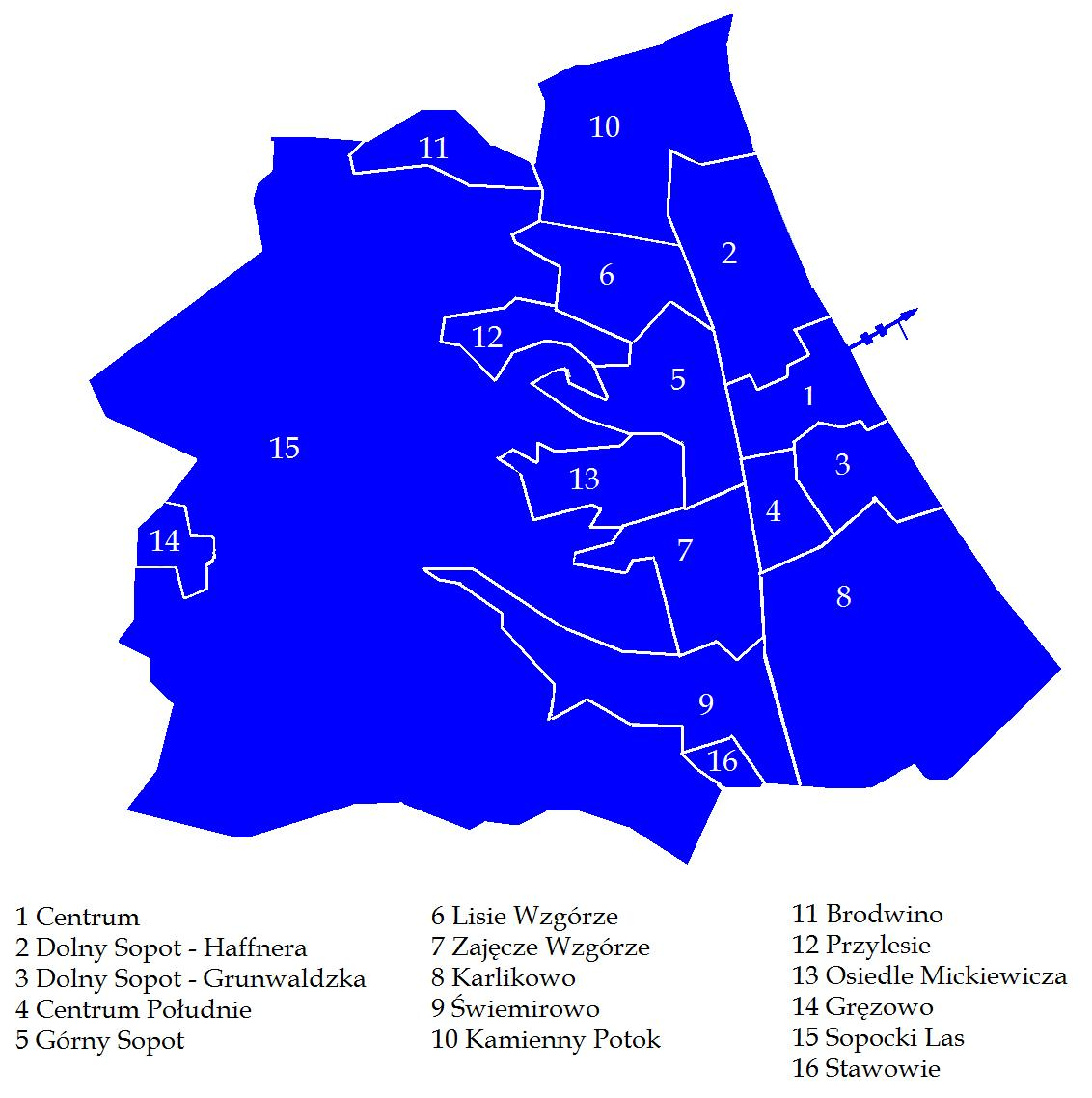
Administrativní dělení Sopot (16 částí)
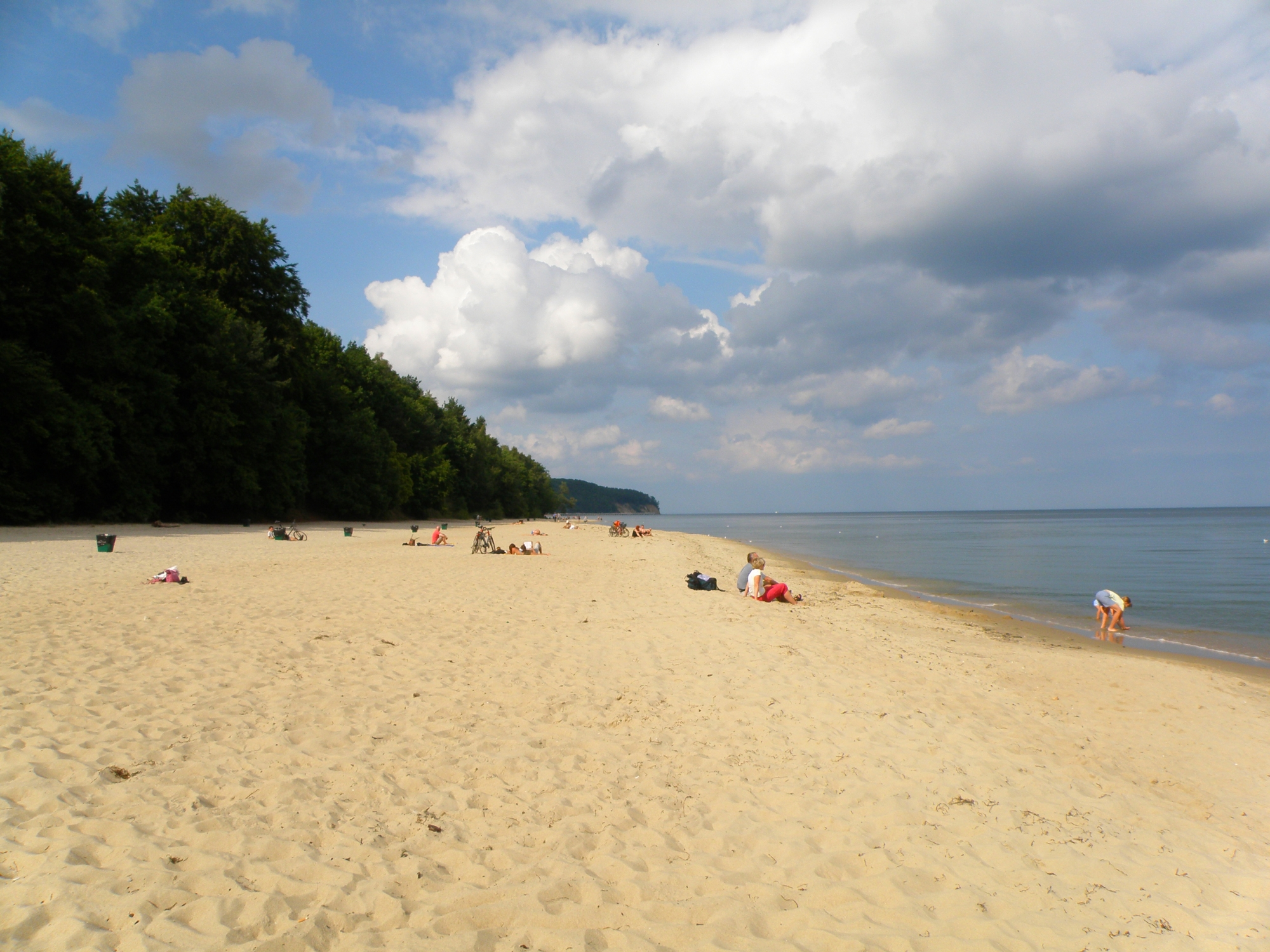
Pláž v Sopotech
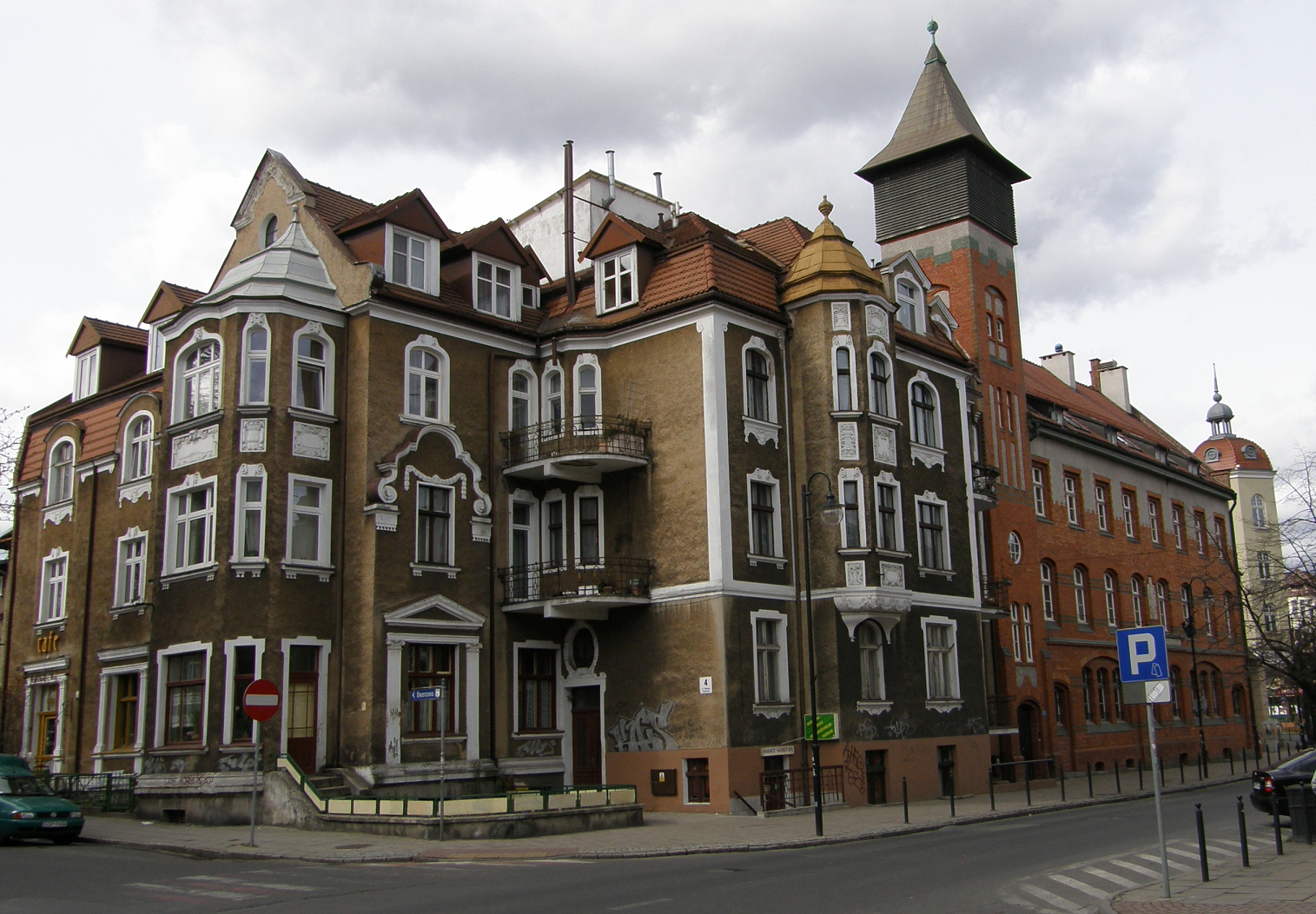
Poštovní úřad v Sopotech
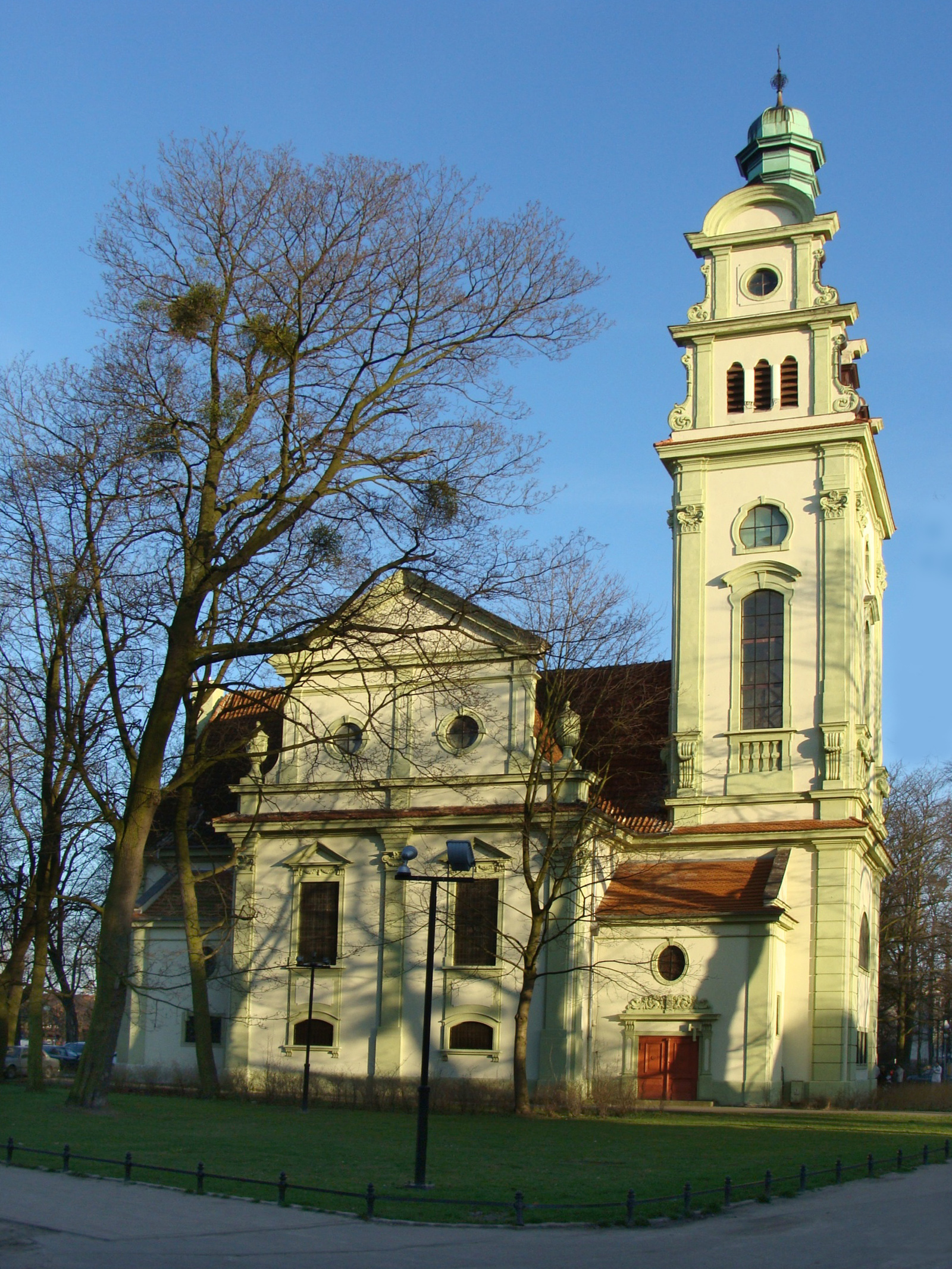
Evangelicko-augsburský kostel Spasitele v Sopotech
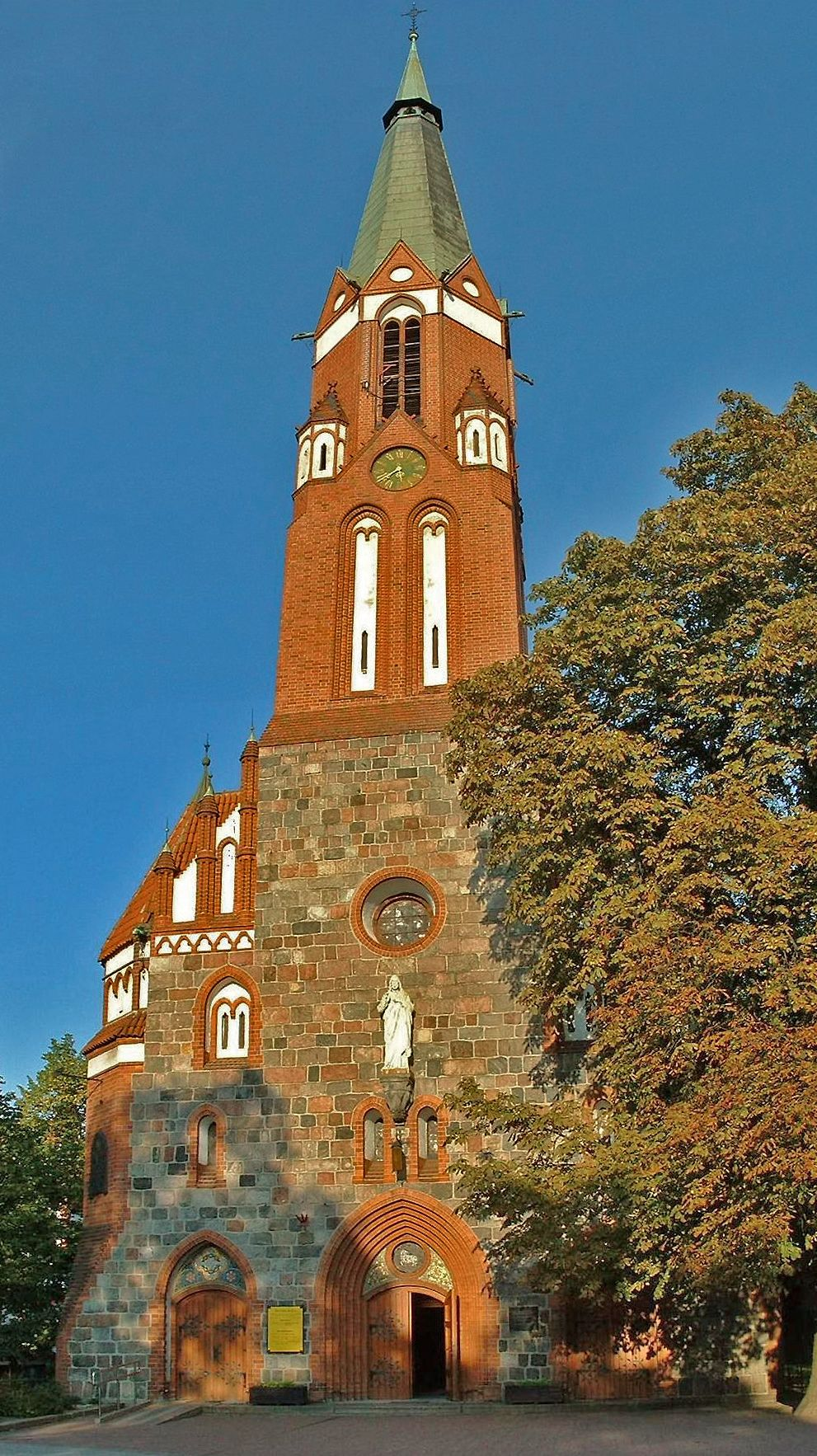
Garnizónní kostel sv. Jiří v Sopotech
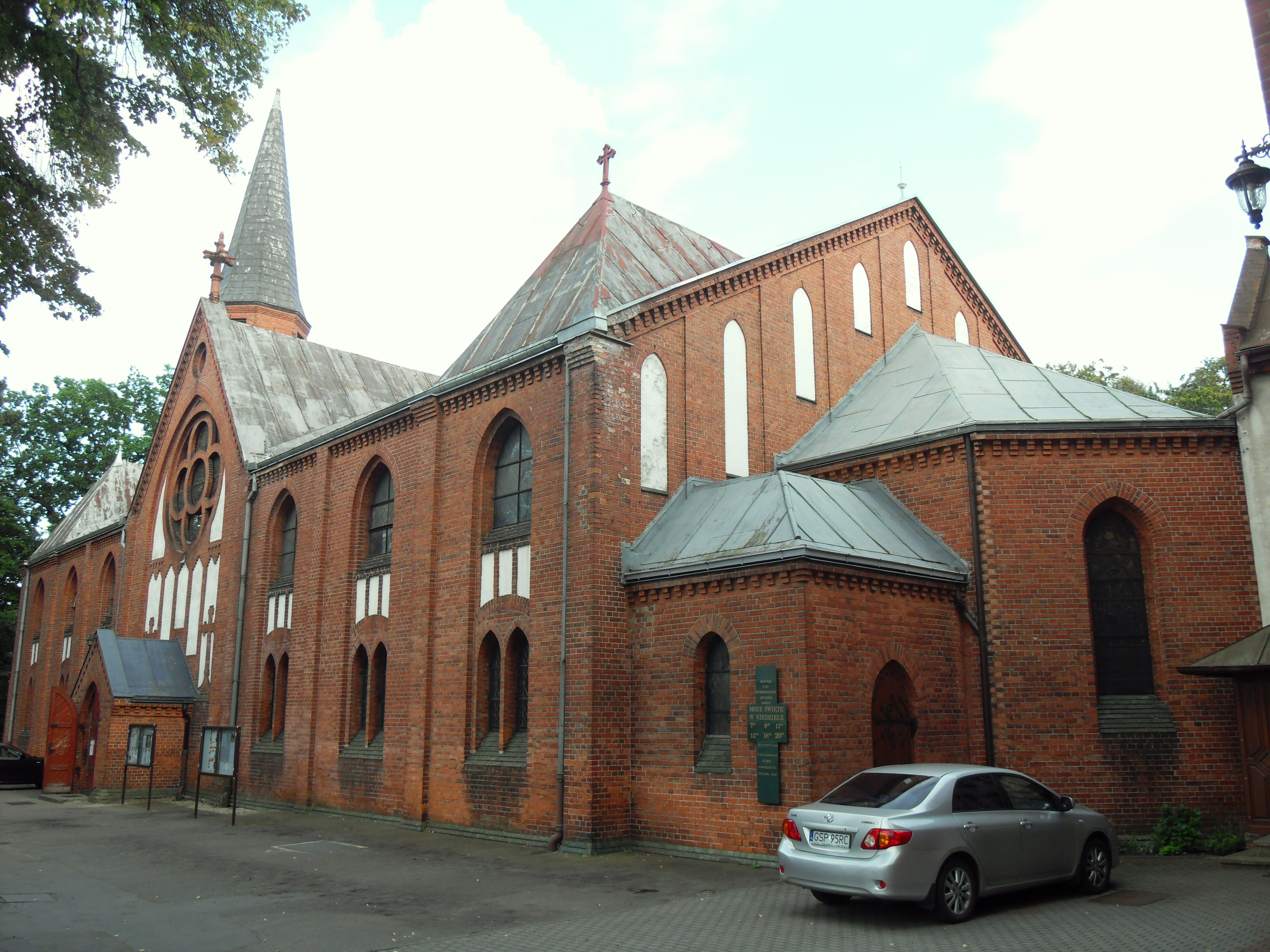
Kostel Panny Marie Nanebevzaté – hvězdy moře v Sopotech
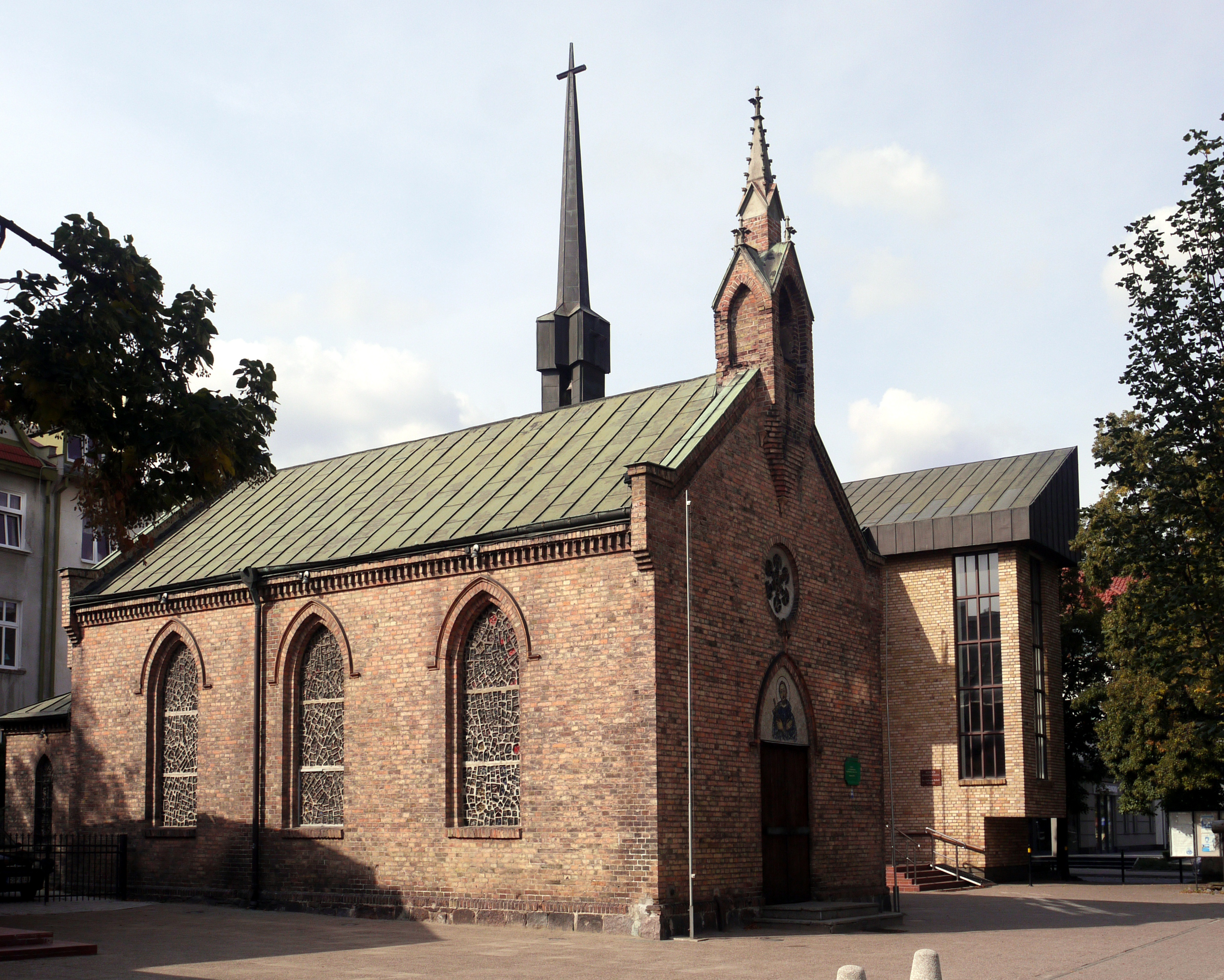
Kostel sv. Ondřeje Boboly v Sopotech
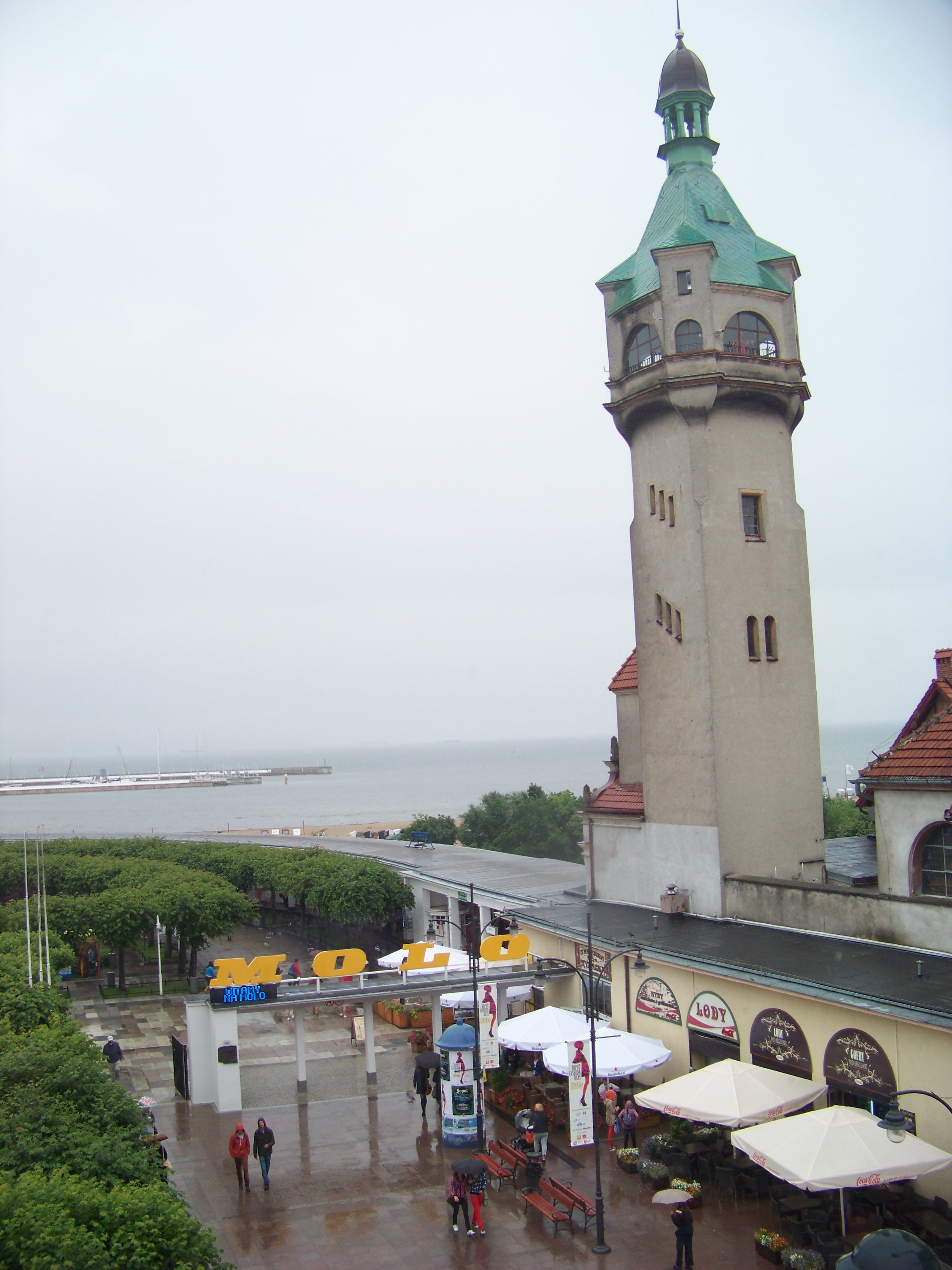
Mořský maják na pobřeží Sopot (Latarnia Morska)
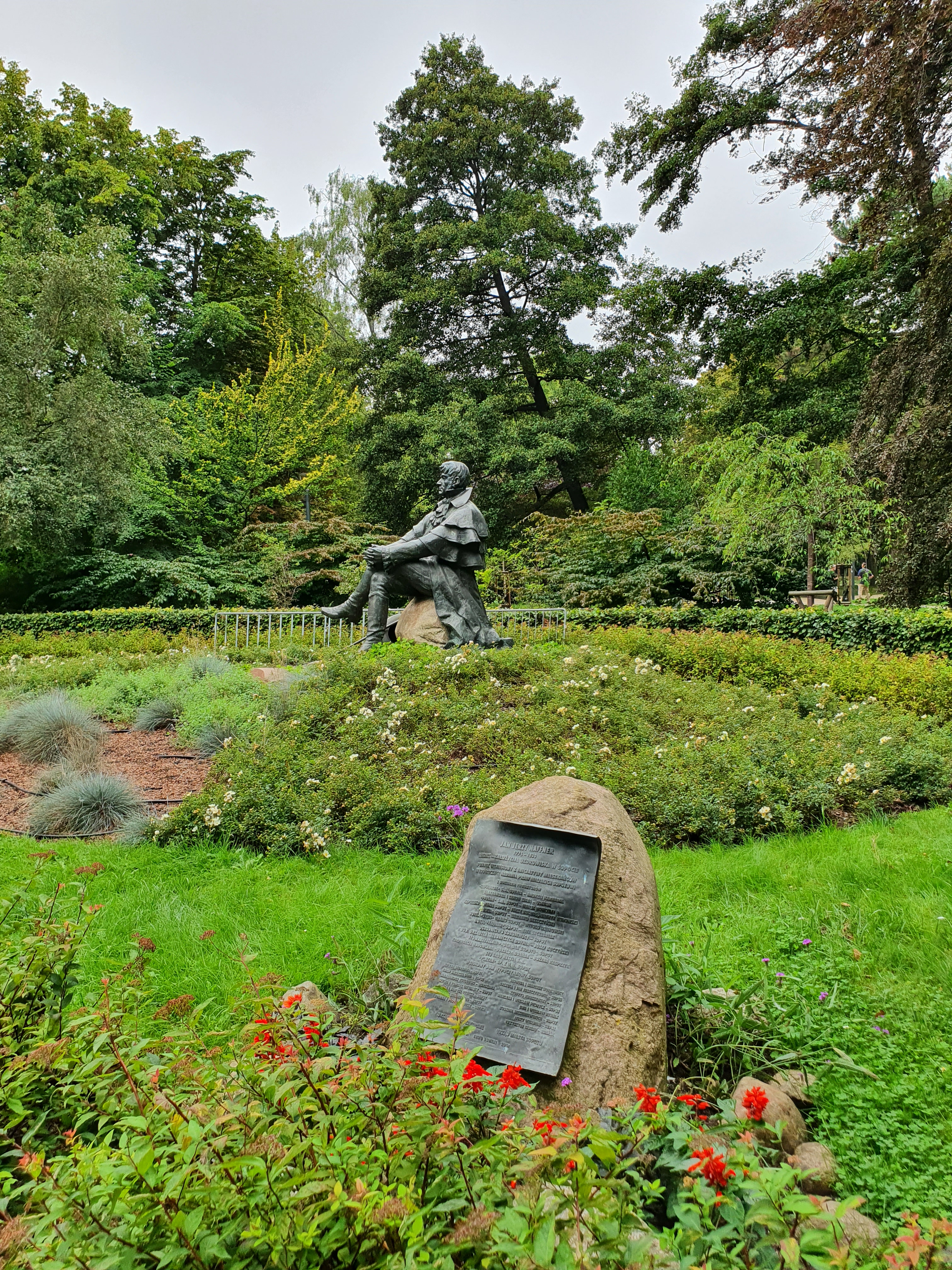
Haffnerův pomník v Severním parku v Sopotech
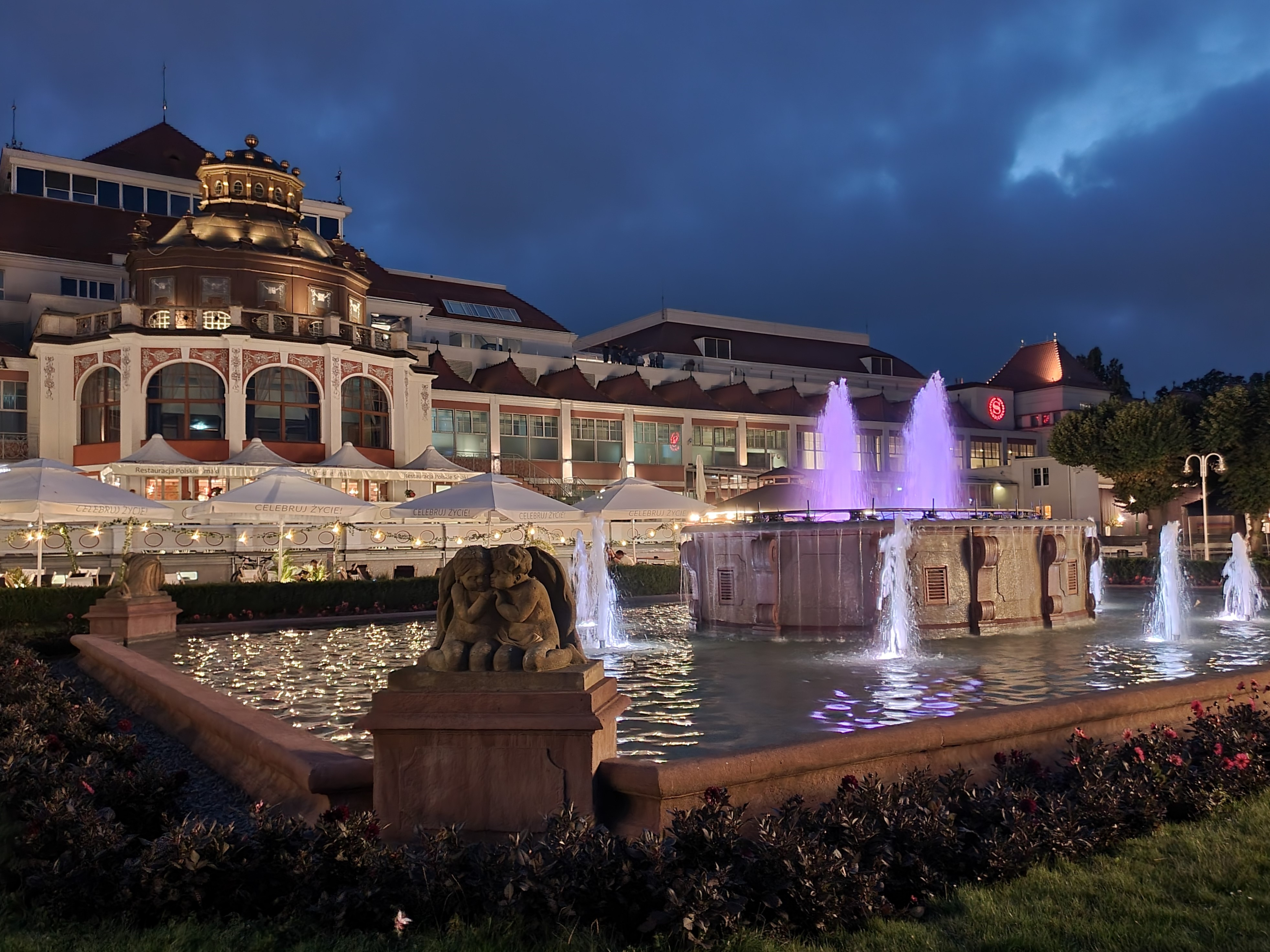
Vodotrysky na náměstí v Sopotech

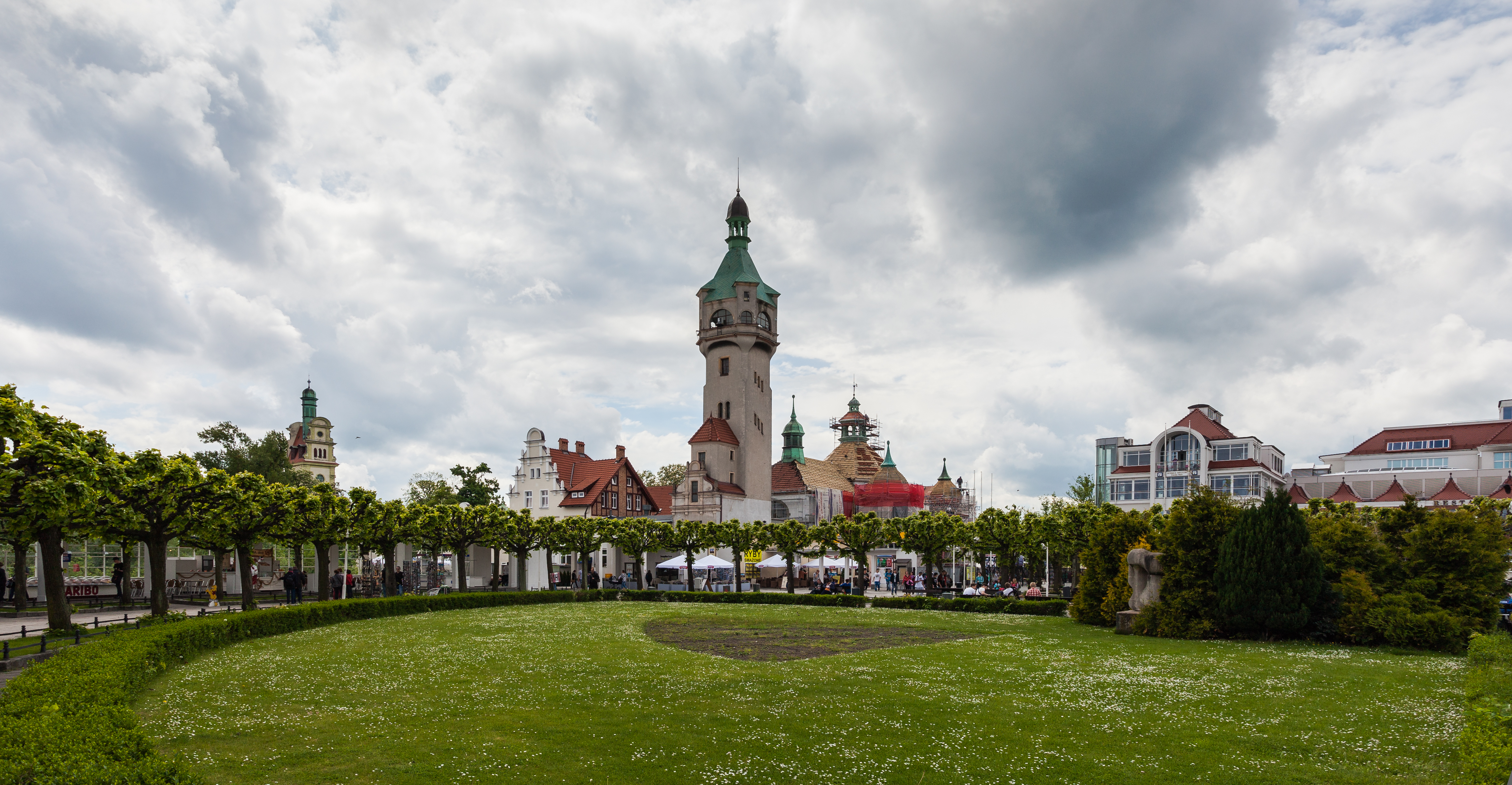
Maják a jeho blízké okolí (Sopot)

## Partnerská města
- Aškelon, Izrael
- Frankenthal, Německo
- Karlshamn, Švédsko
- Næstved, Dánsko
- Petěrgof, Rusko
- Ratzeburg, Německo
- Southend-on-Sea, Spojené království
- Zakopane, Polsko